# Beth Rodergas i Cols
Elisabeth Rodergas i Cols (Súria, 23 de desembre de 1981), coneguda artísticament com a Beth, és una cantant i actriu catalana coneguda per composicions amb discs en castellà, anglès i català), i per participar en diferents programes i sèries de televisió.
La Beth es va fer popular participant en la segona edició del concurs Operación Triunfo, al qual va quedar tercera, per ser elegida pel públic per representar Televisió Espanyola al Festival d'Eurovisió de Riga (Letònia) el 2003 amb Dime, amb la qual va obtenir la vuitena posició.

## Biografia
Havia viscut al Regne Unit, estudiat Teatre Musical a Barcelona i participat a diverses missions humanitàries a Àfrica.

## Carrera musical
Va treure a la venda el seu primer disc l'any 2003 en castellà i titulat Otra Realidad, que va ser número 1 a Espanya i un dels discs més venuts a l'any.
Ha participat i col·laborat amb altres grups i projectes. Com per exemple en el disc Unharmed de momo, dirigit per Toni Castells.
Del 2013 al 2019 ha col·laborat amb la Simfònica de Cobla i Corda de Catalunya en els projectes discogràfics *Llegendes del Musical*, *Llegendes del Pop&Rock*, *The Very Best*, *Tossudament Llach* (Premi Enderrock 2017 al Millor Disc de Clàssica per votació popular) i *Clàssics Enderrock*, així com en els concerts d’aquests projectes a l’Auditori de Girona i arreu de Catalunya.
Al 2021 va publicar el disc Origen després de 7 anys de silenci discogràfic sota el segell U98 Music.
El 2022 va publicar Natural Women en col·laboració amb la pianista Laura Andrés.

## Carrera televisiva
Beth ha treballat als programes Jo vull ser, Temps de Neu o El Club de TV3 i escrit la cançó "On és l'amor?" per a la sèrie de TV3, Mar de fons, on hi ha aparegut en un capítol, també és l'autora i intèrpret juntament amb Ayala, del "La mascota de Darwin" sintonia de la sèrie de TV3 Zoo.
El 2009 i 2010 va presentar el programa Buscant la Trinca.
La Beth va debutar com a actriu de teatre el novembre de 2006 amb la comèdia Pels Pèls, al Teatre Borràs de Barcelona. Continua la seva carrera d'actriu en l'obra Tirant lo Blanc de Calixto Bieito, obra representada internacionalment.

## Controvèrsia
Després del seu pas pel festival d'Eurovisió el 2003 amb la cançó "Dime", algunes declaracions posteriors van crear la controvèrsia sobre una Beth que promou la independència de Catalunya, segons les seves paraules: "No estava d'acord ni amb la cançó que representava ni amb el país". Afirmant que ella no representava Espanya, sinó a una cadena de televisió (TVE), recents declaracions l'any 2009 van ser: "Jo em sento molt catalana. Tothom ho sap és el que et puc dir".
Aquestes crítiques van augmentar més tard quan va decidir que el seu últim disc "Segueix-me el fil" només es posés a la venda a Catalunya, País Valencià i Illes Balears.
Tot això s'accentua per la publicació d'una foto en la qual es pot observar a la cantant Beth exercint de presentadora en l'acte de presentació del partit independentista català 'Sobirania i Progrés'.

## Discografia

### Àlbums

#### Galas OT22002
- 01.- Torn (Live)
- 02.- Sin Miedo A Nada (ft. Joan Tena)
- 03.- Fallin' (ft. Vega & Elena Gadel)
- 04.- Yesterday
- 05.- Proud Mary (ft. Nika)
- 06.- Piensa En Mí (ft. Ainhoa)
- 07.- The Love I Lost (ft. Nika & Tessa)
- 08.- Dime (ft. Manuel Carrasco & Tessa)
- 09.- Si No Te Hubiera Conocido (ft. Tony Santos)
- 10.- De Ley (ft. Vega)
- 11.- Total Eclipse Of The Heart
- 12.- Por Debajo De La Mesa (ft. Miguel Nández)
- 13.- En Ausencia De Ti
- 14.- Stand By Me
- 15.- Imagine
- 16.- One More Time (ft. Kenny G.)
- 17.- Eso Es La Amistad (ft. Nika)
- 18.- Duerme Safiya (ft. Chenoa, Vega, Ainhoa, Nika, Elena Gadel & Tessa)
- 19.- Dime
- 20.- La Vida Sin Ti
- 21.- Cerrando Heridas
- 22.- En El Medio Del Camino (ft. Alejandro Parreño)

#### Otra Realidad2003
- 01.- Parando El Tiempo
- 02.- La Luz
- 03.- Estás
- 04.- Vestida De Besos
- 05.- Quiéreme Otra Vez
- 06.- Otra Realidad
- 07.- Hoy
- 08.- No Quiero Aceptar
- 09.- Llévame Otra vez
- 10.- Eclipse
- 11.- Vuelvo A Por Ti
- 12.- Diario De Dos
- 13.- Un Mundo Perfecto
- 14.- Dime (Eurovision Song Contest 2003)

#### Palau De La Música Catalana2004
CD 01
- 01.- Cabalgando
- 02.- Strengh, Courage & Wisdom
- 03.- Hoy
- 04.- Drive
- 05.- Otra Realidad
- 06.- Walk Away
- 07.- Vuelvo A Por Ti
- 08.- Head Over Feet
- 09.- Lately
- 10.- La Luz
- 11.- Stay (Wasting Time)

CD 02
- 01.- No Woman No Cry
- 02.- Parando El Tiempo
- 03.- Message In A Bottle
- 04.- Roxanne
- 05.- Every Breath You Take
- 06.- Eclipse
- 07.- Eleanor Rigby
- 08.- Pol Petit
- 09.- Estás
- 10.- Boig Per Tu

#### My Own Way Home2006
- 01.- Lullaby
- 02.- Rain On Me
- 03.- Deep Inside
- 04.- All These Things
- 05.- Hacerte Feliz
- 06.- Angel
- 07.- Home
- 08.- Sad Song
- 09.- Mama
- 10.- Strange World
- 11.- A Veces...
- BT.- Súria
- Només a Spotify.- Lazy afternoon

#### Segueix-me el fil2010
- 01.- La màquina de cosir
- 02.- Saber-te estimar
- 03.- Tots els botons
- 04.- Terra trencada
- 05.- Cap a on gira el món
- 06.- Cançó malgastada
- 07.- Color rosa
- 08.- Temps de canvis
- 09.- Cap d'any
- 10.- Un desconegut
- 11.- De puntetes...
- 12.- Senzill
- 13.- Nens del raval

#### Família2013
- 01.- Olor de Muntanyes
- 02.- Pura Ingenuitat
- 03.- Ara i Aquí
- 04.- Es Crema
- 05.- Un Relat
- 06.- Cos a Terra
- 07.- Família
- 08.- A Cel Obert
- 09.- Miralls
- 10.- Pares
- 11.- Joguines de Nen
- 12.- Ratllant el Marbre

### Singles
- 2003 «Dime» (Eurovision Song Contest 2003)
- 2003 «Parando el tiempo»
- 2004 «Otra realidad»
- 2004 «Estás»
- 2004 «La luz» (live)
- 2006 «Rain on me»
- 2007 «All these things»
- 2010 «Tots els botons»
- 2011 «Terra Trencada»
- 2013 «Ara i Aquí»
- 2020 «Que tremolin els arbres»

### Altres
- 2002 La Fuerza De La Vida (La Razón Para Luchar) (ft. OT2) - Academia OT II
- 2002 A Forza Desta Vida (ft. OT2) - Academia OT II
- 2002 Un Segundo En El Camino (ft. OT2) - Academia OT II
- 2002 Let The Sunshine (ft. Profesores & OT2) - Academia OT II
- 2004 Fuera De Control (ft. Kiko Veneno)- Campaña Intermón Oxfam "Armas Bajo Control"
- 2005 Aquelles Nits De Nadal - d'Altres Cançons de Nadal 3
- 2005 Mirar-Nos Als Ulls (ft. Jofre Bardagí) - d'Altres Cançons de Nadal 3
- 2005 No És Nou (ft Gossos) - de 8 (Reedición)
- 2006 On És L'Amor? - de la sèrie de TV3 Mar de Fons
- 2010 Prop Dels Estels - versió en català de "Serenade from the Stars" de la Steve Miller Band gravada pel disc de La Marató de TV3[12]

| Informació sobre els seus discs i singles |
| --- |
| Otra realidad - Llançament: 23 d'abril 2003 (ESP) - Posició: #1 (ESP) - AFYVE: 350.000 Discs venuts (3xPlatinum) - Vendes mundials: 400.000 unitats venudes - Singles Oficials: - 2003 "Dime" (Eurovisión 2003, #8) — #1 (ESP) - 2003 "Parando el tiempo" — #3 (ESP) - 2004 "Otra realidad" — #4 (ESP) - 2004 "Estás" — #7 (ESP) |
| Beth, Palau de la Música Catalana - Llançament: 20 d'abril 2004 (ESP) - Posició: #4 (ESP) - AFYVE: 50.000 (Or) - Singles Oficials: - 2004 "La luz (En directo)" — #2 (ESP) |
| My Own Way Home - Llançament: 9 d'octubre 2006 (ESP) - Posició: - AFYVE: - Singles Oficials: - 2006 "Rain On Me" — ? 2007 All these things |